# Finsterspinnen
Die Finsterspinnen (Amaurobiidae) sind eine Familie der Echten Webspinnen. Sie umfasst 49 Gattungen mit 276 Arten. (Stand: 1. Juni 2019)
Die Spinnen gehören zu den größten netzbauenden cribellaten Webspinnen, deren Körpergröße von wenigen Millimetern bis hin zu ca. 20 mm reicht. Auch in ihrer ökologischen Anpassung und in ihrer Lebensweise sind die Spinnen sehr vielfältig.
Die artenreichste und am weitesten verbreitete Gattung ist Amaurobius, deren Arten vor allem in Australien stark vertreten sind. Amaurobius socialis ist eine der wenigen sozial lebenden Spinnenarten. In Höhlen weben sie textilähnliche Deckennetze von bis zu 6 oder 7 Metern Durchmesser, in denen sie gemeinschaftlich leben. Callobius stellt die größten Vertreter der Familie, deren Weibchen eine Körperlänge von bis zu 20 mm erreichen können.

## Verbreitung
Die Verbreitungsgebiete der Familie sind die wärmeren Klimata in Asien (v. a. China) Australien, Neuseeland, Ozeanien, Süd-, Mittel- und Nordamerika, Afrika, sowie Südeuropa, Osteuropa und Russland. In Mitteleuropa sind bislang 22 Arten nachgewiesen worden. Weltweit häufig sind außerdem die Arten der Gattungen Callobius, Pimus und Zanomys. In Deutschland, Österreich und der Schweiz sind Amaurobius fenestralis und Amaurobius ferox wahrscheinlich die häufigsten Vertreter.

## Systematik
Der World Spider Catalog listet für die Finsterspinnen aktuell 49 Gattungen und 276 Arten.  (Stand: 1. Juni 2019)
- Altellopsis Simon, 1905
  - Altellopsis helveola Simon, 1905
- Echte Finsterspinnen (Amaurobius) C. L. Koch, 1837
  - Fensterspinne (A. fenestralis), Stroem, 1786
  - Kellerspinne (A. ferox) Walckenaer, 1830
  - Östliche Finsterspinne (A. jugorum), L. Koch, 1868
  - Ähnliche Fensterspinne (A. similis), Blackwall, 1861
- Anisacate Mello-Leitão, 1941
- Arctobius Lehtinen, 1967
  - Arctobius agelenoides (Emerton, 1919)
- Auhunga Forster & Wilton, 1973
  - Auhunga pectinata Forster & Wilton, 1973
- Auximella Strand, 1908
- Callevopsis Tullgren, 1902
  - Callevopsis striata Tullgren, 1902
- Callobius Chamberlin, 1947
  - Callobius claustrarius Hahn, 1833
- Cavernocymbium Ubick, 2005
- Chresiona Simon, 1903
- Chumma Jocqué, 2001
- Cybaeopsis Strand, 1907
- Dardurus Davies, 1976
- Daviesa Koçak & Kemal, 2008
- Emmenomma Simon, 1884
- Hicanodon Tullgren, 1901
  - Hicanodon cinerea Tullgren, 1901
- Himalmartensus Wang & Zhu, 2008
- Livius Roth, 1967
  - Livius macrospinus Roth, 1967
- Macrobunus Tullgren, 1901
- Malenella Ramírez, 1995
  - Malenella nana Ramírez, 1995
- Maloides Forster & Wilton, 1989
  - Maloides cavernicola (Forster & Wilton, 1973)
- Muritaia Forster & Wilton, 1973
- Naevius Roth, 1967
- Neoporteria Mello-Leitão, 1943
- Neuquenia Mello-Leitão, 1940
- Obatala Lehtinen, 1967
  - Obatala armata Lehtinen, 1967
- Otira Forster & Wilton, 1973
- Ovtchinnikovia Marusik, Kovblyuk & Ponomarev, 2010
  - Ovtchinnikovia caucasica Marusik, Kovblyuk & Ponomarev, 2010
- Oztira Milledge, 2011
- Parazanomys Ubick, 2005
  - Parazanomys thyasionnes Ubick, 2005
- Pimus Chamberlin, 1947
- Pseudauximus Simon, 1902
- Retiro Mello-Leitão, 1915
- Rhoicinaria Exline, 1950
- Rubrius Simon, 1887
- Storenosoma Hogg, 1900
- Taira Lehtinen, 1967
- Tasmabrochus Davies, 2002
- Tasmarubrius Davies, 1998
- Teeatta Davies, 2005
- Tugana Chamberlin, 1948
- Tymbira Mello-Leitão, 1944
  - Tymbira brunnea Mello-Leitão, 1944
- Urepus Roth, 1967
  - Urepus rossi Roth, 1967
- Virgilus Roth, 1967
  - Virgilus normalis Roth, 1967
- Wabarra Davies, 1996
- Waitetola Forster & Wilton, 1973
  - Waitetola huttoni Forster & Wilton, 1973
- Yacolla Lehtinen, 1967
  - Yacolla pikelinae Lehtinen, 1967
- Yupanquia Lehtinen, 1967
  - Yupanquia schiapelliae Lehtinen, 1967
- Zanomys Chamberlin, 1948